# Femmes de médecins
Pour plus de détails, voir Fiche technique et Distribution.
Femmes de médecins (Doctors' Wives) est un film américain réalisé par George Schaefer, sorti en 1971.

## Fiche technique
- Titre original : Doctors' Wives
- Titre français : Femmes de médecins
- Réalisation : George Schaefer
- Scénario : Daniel Taradash d'après le roman de Frank G. Slaughter
- Photographie : Charles Lang
- Montage : Carl Kress
- Musique : Elmer Bernstein
- Pays d'origine : États-Unis
- Format : Couleurs - 1,85:1 - Mono
- Genre : drame
- Date de sortie : 1971

## Distribution
- Dyan Cannon (VF : Nelly Benedetti) : Lorrie Dellman
- Richard Crenna (VF : Marc Cassot) : Dr Peter Brennan
- Gene Hackman (VF : André Valmy) : Dr Dave Randolph
- Carroll O'Connor (VF : Yves Brainville) : Dr Joe Gray
- Rachel Roberts (VF : Paule Emanuele) : Della Randolph
- Janice Rule (VF : Nadine Alari) : Amy Brennan
- Diana Sands (VF : Nita Klein) : Helen Straughn
- Cara Williams (VF : Jacqueline Porel) : Maggie Gray
- Richard Anderson (VF : Jacques Thébault) : le procureur Douglas
- Ralph Bellamy (VF : Claude Bertrand) : Jake Porter
- John Colicos (VF : Roger Carel) : Dr Mort Dellman
- George Gaynes (VF : Philippe Mareuil) : Paul McGill
- Marian McCargo (VF : Nelly Vignon) : Elaine McGill
- Scott Brady (VF : Pierre Collet) : Sgt. Malloy
- Kristina Holland (VF : Sylviane Margollé) : Sybil Carter
- Ernie Barnes (VF : Michel Gatineau) : Dr Perfield
- William Bramley : Dr Hagstrom
- Mary Adams (VF : Paula Dehelly) : l'hôtesse du service des admissions
- Duke Hobbie (VF : Claude Dasset) : Bill, l'assistant du procureur
- Jon Lormer (VF : Fernand Fabre) : le vieux médecin expliquant à l'assistance le déroulement des opérations
- Paul Marin (VF : Jean-Henri Chambois) : Dr Deemster
- Anthony Costello (VF : Michel Bedetti) : Mike, l'interne
- Vincent Van Lynn (VF : Daniel Brémont) : Dr Barney Harris
- John S. Ragin (VF : Jacques Thébault) : le pasteur
- Mary Arden (non créditée)
- June Foray  (non crédité)